# Nikolaj Il'in
Nikolaj Aleksandrovič Il'in (in russo Николай Александрович Ильин?; 1903 – 1955) è stato un genetista sovietico, specialista in allevamento di cani. 
Fu capo del laboratorio scientifico della scuola centrale di allevamento cani militare dal 1925 al 1936. È stato allievo di Michail Michajlovič Zavadovskij.

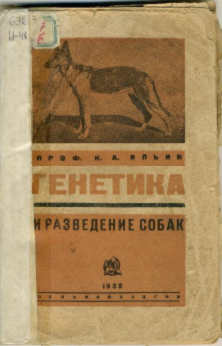
N. A. Il'in - Genetica e allevamento di cani. 1932

Ha avviato la creazione di un laboratorio scientifico presso la Scuola centrale di allevamento di cani militari e l'ha diretta, così come l'Istituto centrale di ricerca scientifica cinologica (NIKI RKKA) creato e diretto da lui fino al 1936.
Ha diretto i dipartimenti di biologia generale del Primo Istituto medico di Mosca (1934-1952) e dell'Istituto medico di Chisinau (1950-1953), è stato ricercatore dell'accademia delle scienze dell'URSS (1953-1955).
È stato, come genetista ed esperto cinofilo, autore di libri e numerosi articoli di genetica.

## Opere
- (RU) Il'in N. A., Основные законы наследственности и кинология, n. 1, Собаководство и дрессировкa, 1930.
- (RU) Il'in N. А., Скрещивание собак, отличающихся по многим признакам, n. 6, Собаководство и дрессировка, 1930.
- (RU) Frоlоv Y.А., Мyl'dеvits V.G., Il'in N.А., Gоlikov К.К., Руководство по использованию военно-служебных собак и собаководству в РККА, 1930,  p. 301.
- (RU) Il'in N. А., Генетика и разведение собак, СКХГИЗ, 1932., ripubblicato nel 1935 e nel 1992.